# Comuna Razlog, Blagoevgrad
Comuna Razlog este o unitate administrativă în regiunea Blagoevgrad din Bulgaria. Cuprinde un număr de 8 localități.  Reședința sa este orașul Razlog.

## Localități componente
- Bania
- Bacevo
- Godlevo
- Gorno Dragliște
- Dobărsko
- Dolno Dragliște
- Eleșnița
- Razlog

## Demografie
Componența etnică a obștinei Razlog
     Romi (4,04%)
     Bulgari (90,75%)
     Nicio identificare (4,78%)
     Altele (0,87%)
La recensământul din 2011, populația comunei Razlog era de 20.598 locuitori. Din punct de vedere etnic, majoritatea locuitorilor (90,75%) erau bulgari, cu o minoritate de romi (4,04%). Pentru 4,78% din locuitori nu este cunoscută apartenența etnică.